# Bellevalia mathewii
Bellevalia mathewii är en sparrisväxtart som beskrevs av Neriman Özhatay och B. Koçak. Bellevalia mathewii ingår i släktet Bellevalia och familjen sparrisväxter. Inga underarter finns listade i Catalogue of Life.